# 잠피에로 보니페르티
잠피에로 보니페르티(이탈리아어: Giampiero Boniperti, 1928년 7월 4일 ~ 2021년 6월 18일)는 이탈리아의 전직 축구 선수, 스포츠 경영인이었고, 정치인이었다. 현역 시절 그의 포지션은 공격수, 미드필더였다.
1946년부터 1961년까지 유벤투스 소속으로 뛰는 동안 443경기에 출전하면서 178득점을 기록했으며 그가 유벤투스에서 세운 득점 기록은 2006년 1월 10일 알레산드로 델 피에로 선수가 깨뜨릴 때까지 40여년 동안 유벤투스 소속 선수의 최다 득점 기록으로 남아 있었다. 현역 은퇴 이후에는 유벤투스의 회장을 지내기도 했으며 2004년 3월 펠레가 선정한 현존하는 최고의 축구 선수 목록인 FIFA 100에 선정되었다.
2021년 6월 18일, 토리노에서 심부전으로 향년 만 92세의 나이에 사망했다. UEFA 유로 2020에 참가한 이탈리아 축구 국가대표팀은 6월 20일 웨일스와 붙는 조별리그 마지막 경기에 보니페르티의 죽음을 애도하는 의미에서 검은 완장을 차고 경기에 나선다.

## 같이 보기
- 원클럽맨 명단